# Masques d'artistes
Pour plus de détails, voir Fiche technique et Distribution.
Masques d'artistes (titre original : You Never Know Women) est un film américain réalisé par William A. Wellman, sorti en 1926.

## Synopsis
Vera Janova, artiste de cirque russe, échappe de justesse à une tragédie et rencontre le séducteur Eugene Foster qui s'en est attribué les mérites. Ce dernier entreprend de courtiser la jeune femme. Ivan Norodin, un magicien de la troupe du cirque qui aime Vera en secret depuis toujours, est meurtri par la jalousie. La compétition entre les deux hommes est lancée et se devra de révéler la vraie nature de chacun.

## Fiche technique
- Réalisation : William A. Wellman
- Scénario : Benjamin Glazer d'après une histoire d'Ernest Vajda
- Producteurs : Adolph Zukor, Jesse L. Lasky
- Production : Famous Players-Lasky Corporation
- Photographie : Victor Milner
- Distributeur : Paramount Pictures
- Durée : 6 bobines[1]
- Date de sortie :
  - USA : 20 septembre 1926

## Distribution
- Florence Vidor : Vera Janova
- Lowell Sherman : Eugene Foster
- Clive Brook : Ivan Norodin
- El Brendel : Toberchik
- Roy Stewart : Dimitri
- Joe Bonomo : l'homme fort
- Irma Kornelia : Olga
- Sidney Bracey : le manager